# Statofusée
Le terme statofusée désigne un concept de moteur mixte comprenant un statoréacteur (ou un superstato) et un moteur-fusée.
Un tel moteur permettrait de passer du vol hypersonique en atmosphère au vol spatial à très haute vitesse.